# 샤를로테 부르농빌
샤를로테 헬레네 프레데리케 부르농빌(덴마크어: Charlotte Helene Frederikke Bournonville, 1832년 11월 29일 코펜하겐 ~ 1911년 3월 22일 코펜하겐)은 덴마크의 배우, 오페라 가수이다.
코펜하겐에서 덴마크의 발레 안무가인 아우구스트 부르농빌(August Bournonville)과 그의 아내인 헬레나 프레드리카 호칸손(Helena Fredrika Håkansson)의 딸로 태어났다. 1857년 스웨덴 스톡홀름에 위치한 스웨덴 왕립 오페라에서 데뷔했으며 1859년부터 1884년까지 덴마크 왕립극장 소속 배우로 활동했다. 프랑스 파리, 오스트리아 빈, 이탈리아 밀라노, 독일 함부르크, 프랑크푸르트암마인에서 공연을 열었다.